# Боденець
Бо́денець (болг. Боденец) — село у Врачанській області Болгарії. Входить до складу общини Мездра.

## Населення
За даними перепису населення 2011 року у селі проживали 570 осіб.
Національний склад населення села:
| Національність   | Кількість осіб | Відсоток |
| ---------------- | -------------- | -------- |
| болгари          | 554            | 98,8%    |
| не визначились   | 3              | 0,5%     |
| Всього відповіли | 561            |          |

Розподіл населення за віком у 2011 році:
Динаміка населення: